# Portugal S.A.
Pour plus de détails, voir Fiche technique et Distribution.
Portugal S.A. est un film brésilien réalisé par Ruy Guerra, sorti en 2004. Le film est en compétition au Festival international du film de Moscou 2004.

## Fiche technique
- Titre français : Portugal S.A.
- Réalisation : Ruy Guerra
- Scénario : Alberto Fernandes
- Pays d'origine : Brésil
- Format : Couleurs - 35 mm
- Genre : drame, thriller
- Durée : 95 minutes
- Date de sortie : 2004

## Distribution
- Diogo Infante : Jacinto Pereira Lopes
- Cristina Câmara : Fátima Resende
- Henrique Viana : Alexandre Boaventura
- Ana Bustorff : Rosa Pereira Lopes
- Luís Madureira : Father Francisco
- Cristina Carvalhal : Maria Helena
- Cândido Ferreira : Fernando Oliveira
- Maria do Céu Guerra : mère de Jacinto
- João Reis : João Nuno Menezes
- João Vaz : Pedro Castelo Branco
- F. Pedro Oliveira : Paulo Magalhães
- João D'Ávila : Castro
- Canto e Castro : père de Fátima
- Joaquim Leitão : sans-abri
- Paulo Patraquim : docteur Teles